# Élections municipales brisbaniennes de 2020
Les élections municipales brisbaniennes de 2020 ont eu lieu le 28 mars 2020 pour élire le Lord-maire de Brisbane et les 26 conseillers du Conseil municipal de Brisbane.
Le Parti libéral national a conservé sa grande majorité des circonscriptions (appelés quartiers) et le candidat du parti à la mairie (Adrian Schrinner) a été réélu.
Aucun circonscription n'a changé de parti lors de cette élection, une rareté lors des grandes élections australiennes.

## Résultats

### Élection du maire
| Parti                            | Parti                        | Candidat                     | Voix    | %    | ±    |
| -------------------------------- | ---------------------------- | ---------------------------- | ------- | ---- | ---- |
|                                  | Libéral national             | Adrian Schrinner             | 292 895 | 47,7 | –5,7 |
|                                  | Travailliste                 | Pat Condren                  | 189 832 | 30,9 | –1,1 |
|                                  | Verts                        | Kath Angus                   | 94 481  | 15,4 | +5,0 |
|                                  | AJP                          | Karagh-Mae Kelly             | 19 022  | 3,1  | +3,1 |
|                                  | CLMP                         | Jeff Hodges                  | 5 502   | 0,9  | –1,2 |
|                                  | Indépendant                  | Frank Jordan                 | 4 008   | 0,7  | +0,7 |
|                                  | Indépendant                  | John Dobinson                | 3 461   | 0,6  | +0,6 |
|                                  | Indépendant                  | Ben Gorringe                 | 2 270   | 0,4  | +0,4 |
|                                  | Indépendant                  | Jarrod Wirth                 | 2 065   | 0,3  | –0,2 |
| Total des suffrages exprimés     | Total des suffrages exprimés | Total des suffrages exprimés | 613 536 | 97,4 | –0,2 |
| Votes nuls                       | Votes nuls                   | Votes nuls                   | 16 425  | 2,6  | +0,2 |
| Participation                    | Participation                | Participation                | 629 961 |      |      |
| Résultat de préférence bipartite |                              |                              |         |      |      |
|                                  | Libéral national             | Adrian Schrinner             | 306 905 | 56,3 | –3,0 |
|                                  | Travailliste                 | Pat Condren                  | 237 988 | 43,7 | +3,0 |
|                                  | Libéral national retenir     | Libéral national retenir     | Swing   | –3,0 |      |

### Élection du Conseil
| Élections municipales brisbaniennes de 2020: Conseil | Élections municipales brisbaniennes de 2020: Conseil | Élections municipales brisbaniennes de 2020: Conseil | Élections municipales brisbaniennes de 2020: Conseil | Élections municipales brisbaniennes de 2020: Conseil | Élections municipales brisbaniennes de 2020: Conseil | Élections municipales brisbaniennes de 2020: Conseil |
| Parti                                                | Parti                                                | Votes                                                | %                                                    | +/–                                                  | Sièges                                               | +/–                                                  |
| ---------------------------------------------------- | ---------------------------------------------------- | ---------------------------------------------------- | ---------------------------------------------------- | ---------------------------------------------------- | ---------------------------------------------------- | ---------------------------------------------------- |
|                                                      | Libéral national                                     | 279 793                                              | 45,9                                                 | –3,9                                                 | 19                                                   | Stable                                               |
|                                                      | Travailliste                                         | 200 428                                              | 32,9                                                 | –0,3                                                 | 5                                                    | Stable                                               |
|                                                      | Verts                                                | 108 759                                              | 17,8                                                 | +3,3                                                 | 1                                                    | Stable                                               |
|                                                      | Indépendant                                          | 19 790                                               | 3,2                                                  | +1,2                                                 | 1                                                    | Stable                                               |
|                                                      | CLMP                                                 | 586                                                  | 0,1                                                  | +0,1                                                 | 0                                                    | Stable                                               |
|                                                      | AJP                                                  | 428                                                  | 0,1                                                  | +0,1                                                 | 0                                                    | Stable                                               |